# Mazarinen
Mazarinen est un hameau de la commune francophone belge de Baelen, situé en Région wallonne dans la province de Liège.
Avant la fusion des communes en 1977, Mazarinen faisait déjà partie de la commune de Baelen.

## Situation
Mazarinen s'étend le long d'une petite route de campagne épousant une crête (altitude avoisinant les 295 m) au sud-est du village de Baelen et au nord-ouest de Membach. Le hameau compte une vingtaine d'habitations comprenant plusieurs anciennes fermettes.

## Patrimoine
Entre le hameau et la source de Breyenborn située à l'est, des outils en silex datant de l'époque mésolithique (7 000 ans avant Jésus-Christ) ont été découverts à la fin du XXe siècle.
Au sud du hameau, se trouve le château de Vreuschemen repris sur la liste du patrimoine immobilier classé de Baelen. La première mention du site date de 1314. L'actuel manoir a été construit en 1620, agrandi au XIXe siècle par Simon-Joseph Vercken de Vreuschmen, père de dix enfants. Le château fut partiellement détruit par la foudre en 1907, et en 1924 reconstruit, mais plus en sa hauteur initiale. Le domaine du château comprend deux pièces d'eau.